# Winnipeg Sun
The Winnipeg Sun est un quotidien canadien de format tabloïd publié à Winnipeg, au Manitoba.
Le 27 août 1980, Southam Newspapers ferme le Winnipeg Tribune après 94 publications, laissant Winnipeg avec un seul journal quotidien, le Winnipeg Free Press.
En réponse à la demande pour un deuxième journal dans la ville, le Winnipeg Sun parut pour la première fois le 5 novembre 1980. Ses fondateurs étaient Al Davies, Frank Goldberg et Tom Denton, ce dernier étant le premier éditeur. Le journal était originellement publié le lundi, mercredi, et vendredi. En 1982, il commence à paraître du dimanche au vendredi, puis sept jours par semaine en 1992.
En 1983, Quebecor investit dans le journal, et le 5 janvier 1999, il achète la chaîne de journaux Sun Media. Le 10 mai 1999, le journal est relancé, prenant une apparence semblable aux Toronto Sun, Edmonton Sun, Calgary Sun et Ottawa Sun.
Le journal partage un grand nombre de caractéristiques typiques avec les tabloïds de Sun Media, dont une emphase sur les actualités locales, une grande couverture des sports, une position éditoriale conservatrice, et une Sunshine Girl quotidienne[Quoi ?].
Le journal est distribué à travers Winnipeg et la région environnante. Le tirage du journal pour les six derniers mois de 2005 est de 41 729 les jours de semaine, 40 708 le samedi et 50 941 le dimanche.